# Mieczysław Stelmach
Mieczysław Stelmach (ur. 6 stycznia 1943) – polski menedżer i urzędnik państwowy, w latach 1990–1992 podsekretarz stanu w Ministerstwie Rolnictwa i Rozwoju Wsi, w tym od 6 lipca do 14 września 1990 jego kierownik, były prezes spółki Malma.

## Życiorys
Był pracownikiem naukowym Akademii Rolniczej we Wrocławiu. Od 1 marca 1990 do 12 marca 1992 pełnił funkcję wiceministra rolnictwa i gospodarki żywnościowej. Stanowisko kierownika resortu rolnictwa objął po odwołaniu Czesława Janickiego wskutek jego sporu z premierem Tadeuszem Mazowieckim o użycie sił policyjnych wobec rolników okupujących budynek ministerstwa. Został dyrektorem produkującej kluski spółki Ami. Później był wiceprezesem działającej w tej samej branży firmy Malma, a od 2007 prezesem jej kontynuatorki Alamy.